# غريغ ويليام
غريغ ويليام (بالإنجليزية: Gregg Hale)‏ هو موسيقي ومنتج أسطوانات أمريكي، ولد في 29 يناير 1977.